# Владаја (Грчка)
Владаја (грч. Ακρίτας, Акритас) је насељено место у општини Кукуш у периферији Средишња Македонија, Грчка. Према попису из 2021. године било је 110 становника.
Према бугарском географу и историчару, Василу Канчову, у Владаји је 1900. године живело 150 Словена хришћана. Током Другог балканског рата село је настрадало од грчке војске а становништво је протерано. После Првог светског рата насељено је неколико грчких избегличких породица, тако је село 1920. имало 66 житеља. Нешто касније је насељено још грчких избеглица из Турске. На попису из 1928. године Владаја је имала 368 становника.